# Albert Lévy (magistrat)
Pour les articles homonymes, voir Lévy et Albert Lévy.
Albert Lévy, magistrat français, né le 20 mai 1951, termine sa carrière de magistrat de l'ordre judiciaire en tant que  vice-président chargé des fonctions de juge d'instruction près la juridiction interrégionale spécialisée  de Lyon (jusqu'au 30 juin 2017). Auparavant, il avait été  substitut du procureur de la République au tribunal de grande instance de Toulon, où il fut chargé de la lutte contre le banditisme et en particulier l'affairisme toulonnais. Sa carrière n’aura progressé que difficilement en raison de son indépendance à l’égard du pouvoir politique et de sa volonté d’axer ses missions judiciaires dans la lutte contre le crime organisé dans ses relations avec le milieu politique corrompu et l’extrême droite qui s’empare en 1995 de la Mairie de Toulon.
il est membre du syndicat de la magistrature. Il en fut son vice-président et membre du bureau national.
Depuis 2020, il adhère à LFI le mouvement de Jean-Luc Melenchon dont il se dit proche et milite à L’Union Populaire pour y travailler en particulier sur la réforme de l’Institution judiciaire, en faveur d’une justice préoccupée par les libertés individuelles, son indépendance et sa responsabilité.
il fut investi par l’Union Populaire aux élections européennes de 2024.
Depuis 2019, il milite au sein de L'Union populaire, une composante de la gauche française. Il a également figuré sur une liste soutenue par Europe Écologie Les Verts lors des élections législatives. Il est par ailleurs actif sur le réseau social Twitter.

## Débuts dans la magistrature
Après avoir obtenu une maîtrise en droit et le certificat d'aptitude à la profession d'avocat (il fut avocat à Marseille), Albert Lévy intègre la magistrature et est nommé substitut du procureur de la République au Tribunal de grande instance de Dunkerque le 1er janvier 1989.

## Affairisme toulonnais
Albert Lévy est ensuite nommé à Toulon en 1991. Son travail sur le grand banditisme l'oriente parfois vers la mairie de Toulon et le conseil général du Var. En dépit de ses efforts, des dizaines d'affaires s'évanouissent et s'évaporent en non-lieux. « Ouvertement engagé à gauche », Albert Lévy fait l'objet de mises en cause ordurières répétées,. En 1995, Jean-Marie Le Chevallier (FN) est élu à la mairie de Toulon. La chancellerie est alertée mais le garde des Sceaux Jacques Toubon fait la sourde oreille. Le procureur de la République de Toulon reste muet, tout comme le préfet du Var Jean-Charles Marchiani.
En 1998, la tension est à son comble et le procès des assassins de la député FN Yann Piat doit s'ouvrir. Le substitut Albert Lévy ne croit pas à la thèse officielle d'un vulgaire règlement de comptes de truands et le fait savoir à plusieurs reprises.

## Affaire des fuites
Le 16 avril 1998, des extraits de procès-verbal sont publiés dans l'hebdomadaire VSD. Un homme d'affaires toulonnais, Sauveur Catalano, y prétendait qu'une filiale de Vivendi aurait versé un pot-de-vin à la mairie toulonnaise (alors tenue par le FN) pour obtenir le marché des cantines scolaires.
En 1998, Albert Lévy est poursuivi pour violation du secret professionnel alors qu'il est substitut du procureur de la République de Toulon. Albert Lévy est soupçonné d'avoir remis au journaliste Claude Ardid le procès-verbal de l'audition de l'homme d'affaires Sauveur Catalano, témoin-clef du scandale de détournement de fonds aux cantines scolaires de Toulon.
Dans cet article, la municipalité FN était accusée d'avoir bénéficié de malversations par une entreprise candidate à l'attribution du marché des cantines scolaires de la ville. Le nom d'Albert Lévy commence à circuler. Il compterait parmi ses amis Robert Gaïa, député socialiste et Claude Ardid, coauteur d'un ouvrage sur l'affaire Yann Piat accréditant la thèse d'un assassinat politique et contenant des pièces d'instruction.
Albert Lévy nie les faits et estime avoir été victime d'antisémitisme et de manœuvres politiques. Il dit avoir été victime de rétorsion à cause des procédures qu'il avait engagées au parquet de Toulon contre le maire FN de l'époque, Jean-Marie Le Chevallier, et son épouse.

### Instruction et procès
Une instruction est menée à Paris par Marie-Paule Moracchini. Elle conduit fin 1998 à des écoutes téléphoniques, une perquisition au domicile d'Albert Lévy, à son placement en garde à vue et sous contrôle judiciaire avec obligation de soins psychologiques, une mesure annulée ensuite en appel. Placé sur écoutes téléphoniques, surveillé, filmé à son insu, Albert Lévy ne donnera aucun indice permettant aux enquêteurs d'accréditer ces soupçons. Ce n'est que sur la base d'un aveu de Claude Ardid, sans doute négocié par les enquêteurs[réf. nécessaire], qu'il sera finalement mis en cause.
Par deux fois, la chambre d'accusation de la cour d'appel de Paris désavoue la juge Moracchini, estimant que son enquête n'avait pas été conduite de manière régulière.
En janvier 2000, malgré deux annulations de procédure prononcées par la chambre d'accusation de la cour d'appel de Paris, la juge d'instruction Marie-Paule Moracchini signe une nouvelle mise en examen d'Albert Lévy pour « violation du secret de l'instruction ».
Pour le Syndicat de la magistrature, cette procédure relève « d'un acharnement étranger à tout esprit de justice et d'une pure logique de règlement de comptes ».
Albert Lévy comparait en septembre 2006 devant le tribunal correctionnel de Paris (17e chambre correctionnelle). Une amende de 3 000 euros est requise le 10 octobre 2006 par le procureur François Cordier, qui a également requis une amende de 2 000 euros contre le journaliste Claude Ardid. Le 14 novembre 2006, le tribunal correctionnel de Paris relaxe Albert Lévy ainsi que le journaliste Claude Ardid.

### Le calembour antisémite de l'APM
Albert Lévy fut l'objet d'un calembour antisémite (« Tant va Lévy au four qu'à la fin il se brûle ») dans le journal de l'Association professionnelle des magistrats (APM) par un de ses dirigeants, Alain Terrail. Ce dernier fut condamné pour injure publique à caractère racial, et mis à la retraite d'office par le Conseil supérieur de la magistrature.

## Suite de la carrière
Le 26 février 1999, Albert Lévy prend ses fonctions comme substitut à Lyon. L'éventuel avancement professionnel auquel il pourrait prétendre est bloqué par sa mise en examen… jusqu'à décision la définitive sur le fond.

### Projet d'enlèvement
Le 3 avril 2012, Le Figaro révèle que des salafistes de l'association dissoute Forsane Alizza projetaient d'enlever Albert Lévy. Un différend personnel pourrait également être à l'origine du choix des islamistes. Le magistrat est placé sous protection policière et les salafistes arrêtés.

## Engagement politique
En 2007, Albert Lévy se met en disponibilité afin de participer aux législatives dans la liste des Verts.
Fin avril 2022, il est pressenti pour être le candidat de La France insoumise (LFI) aux élections législatives dans la 7e circonscription du Rhône, où Jean-Luc Mélenchon est arrivé largement en tête de l'élection présidentielle,. L'éventualité de son parachutage n'est cependant pas très bien perçue et LFI préfère finalement investir le militant des quartiers populaires, Abdelkader Lahmar,. Le 8 mai, Albert Lévy annonce le retrait de sa candidature dans un tweet. 
Le 6 mars 2024, il est annoncé en 72e position (non éligible) sur la liste de LFI aux élections européennes,.

## Pour approfondir